# Foord-Gletscher
Der Foord-Gletscher ist ein 3,5 km langer und 3,3 km breiter Gletscher im Nordwesten der westantarktischen James-Ross-Insel. Er fließt in nordwestlicher Richtung in die ursprünglich vom Prinz-Gustav-Schelfeis eingenommene Bucht am Prinz-Gustav-Kanal.
Das UK Antarctic Place-Names Committee benannte ihn 2012. Namensgeberin ist Sue Foord, die für den British Antarctic Survey an der Gewinnung von Eisbohrkernen auf der James-Ross-Insel und der Berkner-Insel beteiligt war.